# Casio Loopy
Casio Loopy (jap. ルーピー Rūpī) – 32-bitowa konsola gier wideo stworzona przez firmę Casio i wydana wyłącznie w Japonii w 19 października 1995 roku. Konsola była stworzona z myślą o kobietach. Konsola była wyposażona w drukarkę, która pozwalała na tworzenie naklejek z zrzutów ekranów z gier. Dodatkowy akcesorium o nazwie „Magical Shop” pozwalało konsoli na podłączenie do takich urządzeń jak magnetowid czy odtwarzacz DVD, a następnie wydrukować obraz na przykład z filmu. Na konsolę wydano jedenaście gier.

## Lista gier
- Anime Land (あにめらんど Animerando)
- Bow-wow Puppy Love Story ((わんわん愛情物語 Wanwan Aijō Monogatari)
- Dream Change: Kokin-chan's Fashion Party (ドリームチェンジ 小金ちゃんのファッションパーティー Dorīmuchenji Kokinchanno Fasshonpātī)
- HARIHARI Seal Paradise (HARIHARIシールパラダイス HARIHARI Shīru Paradaisu)
- I Want a Room in Loopy Town! (ルーピータウンのおへやがほしい! Rūpī Taun no O-heya ga Hoshii!)
- Little Romance (リトルロマンス Ritoru Romansu)
- Lupiton's Wonder Palette (ルピトンのワンダーパレット Rupiton no Wandāparetto)
- Chakra-kun's Charm Paradise (チャクラくんのおまじないパラダイス Chakurakun no Omajinai Paradaisu)
- Caricature Artist (似顔絵アーティスト Nigaoe Ātisuto)
- PC Collection (パソコン・コレクション Pasokon Korekushon)
- Magical Shop (マジカルショップ Majikaru Shoppu)